# Mbombo
Mbombo (ibland Bumba) var hos Kubafolket i Zaire i Afrika den pre-existente fadern, även kallad den "vite guden". Mbombo led av magont och spydde upp alla levande och döda ting av smärta. Han lärde även människan att göra upp eld.